# فیدل داویا آروندو
فیدل داویا آروندو (انگلیسی: Fidel Dávila Arrondo؛ ۲۴ آوریل ۱۸۷۸ – ۲۲ مارس ۱۹۶۲) یک سیاست‌مدار اهل اسپانیا بود.